# San Marcos Uno
San Marcos Uno är en ort i Mexiko.   Den ligger i kommunen Acacoyagua och delstaten Chiapas, i den sydöstra delen av landet, 800 km sydost om huvudstaden Mexico City. San Marcos Uno ligger 118 meter över havet och antalet invånare är 116.
Terrängen runt San Marcos Uno är varierad. Runt San Marcos Uno är det ganska tätbefolkat, med 96 invånare per kvadratkilometer. Närmaste större samhälle är Escuintla, 5,9 km sydost om San Marcos Uno. Omgivningarna runt San Marcos Uno är en mosaik av jordbruksmark och naturlig växtlighet.